# شيجياتشوانغ
شيجياتشوانغ ((بالصينية: 石家庄))هي مدينة صينية تقع في شمال شرق الصين، وتعد عاصمة لمقاطعة خبي. تقع المدينة في الجزء الجنوبي الغربي من المقاطعة، على حافة سهل شمال الصين، بالقرب من جبال تايهانغ الممتدة نحو الغرب شمال الصين. 

وباعتبارها إداريًا مدينة على مستوى المحافظة، تقع على مسافة 280 كيلومتر (170 ميل) تقريبًا جنوب بكين. ومدينة شيجياتشوانغ تحتوي على 5 مناطق تتنوع بين المنطقة الحضرية لشيجياتشوانغ، ومنطقة جينغشينغ التعدينية وخمس مدن على مستوى المقاطعة واثنتي عشر مقاطعة.
في تعداد عام 2010م، بلغ إجمالي عدد سكان المدينة 10163788 نسمة، مع 2604930 نسمة في المنطقة الحضرية في عام 2010م و3833606 نسمة في المنطقة المبنية (مترو) التي تتكون من 5 مناطق حضرية بالإضافة إلى مدينة لوكوان ومقاطعتي تشنغدينغ ولوانتشينغ. ومقاطعة جاوتشينغ على وشك أن تكون جزءًا من منطقة شيجياتشوانغ الحضرية مع استمرار نمو مساحتها المبنية.
ومدينة شيجياتشوانغ هي مدينة صناعية حديثة. وقد شهدت نموًا هائلاً بعد تأسيس جمهورية الصين الشعبية في عام 1949م. وتضاعف سكان المنطقة الحضرية أكثر من أربع مرات خلال 30 عامًا فقط. وتُعتبر محورًا مركزيًا لطرق النقل. وتُعد المدينة موطنًا لحامية عسكرية كبيرة على استعداد لحماية بكين إذا لزم الأمر. ويوجد بها عدد من الكليات والجامعات التابعة PLA.
يقع إقليم شيجياتشوانغ في جنوب وسط منطقة هيبي ويُعتبر جزءًا من إطار بوهاي الاقتصادي. ويتراوح خط عرض الإقليم من 37° 27' إلى 38° 47' شمالاً، وخط الطول من 113° 30' إلى 115° 20' شرقًا. ويبلغ طول الإقليم كحد أقصى 148 كيلومتر (92 ميل) من الجنوب إلى الشمال ويبلغ عرضه 175 كيلومتر (109 ميل) من الشرق إلى الغرب. وللإقليم حدود يمتد طولها إلى 760 كيلومتر (472 ميل) ويغطي مساحة 15,722 كيلومتر مربع (6,070 ميل2). والأقاليم المجاورة داخل هيبي هي هنغشوى (شرقًا) وشينغتاى (جنوبًا)، وباودينغ (شمالاً/الشمال الشرقي). وإلى الغرب يقع إقليم شانشي.
وتقع المدينة على حافة سهل شمال الصين، والذي يرتفع إلى جبال تايهانغ غرب المدينة، وتقع إلى الجنوب من نهر هيوتو (滹沱河). ومن الغرب إلى الشرق، يمكن تلخيص التضاريس بأنها جبال متوسطة الارتفاع، ثم جبال منخفضة وتلال وحوض وأخيرًا سهول. ومن بين الطرق الثمانية التي تربط الشرق بالغرب عبر جبال تايهانغ، يربط الطريق الخامس، ممر نيانزي، المدينة مباشرة بمدينة تاييوان، عاصمة إقليم شانشي.

## وصلات خارجية
- Shijiazhuang official government website
- Shijiazhuang Urban Network - Shijiazhuang, Hebei's portal نسخة محفوظة 19 أبريل 2014 على موقع واي باك مشين.
- Shijiazhuang Daily News
- Shijiazhuang blog نسخة محفوظة 24 يوليو 2012 على موقع واي باك مشين.